# Долгов, Виталий Васильевич
Виталий Васильевич Долгов (9 января 1937, Аягуз, Семипалатинская область — 30 июня 2007, Рига) — советский, латвийский джазовый аранжировщик, композитор, тенор- и баритон-саксофонист.

## Биография
В 1961 г. окончил музыкальное училище в Лиепае по классам композиции и хорового дирижирования. Самостоятельно освоил саксофон. В 1962—1965 гг. — саксофонист и аранжировщик в Рижском эстрадном оркестре, в 1965—1966 гг. — в ансамбле «Чанги» Бориса Рычкова. С 1967 г. писал авторские композиции и аранжировки для оркестров Эдди Рознера, Вадима Людвиковского, Олега Лундстрема, Гостелерадио Латвии. С 1999 г. — музыкальный руководитель и дирижёр биг-бэнда Игоря Бутмана.

## Сочинения
Самые известные произведения — «Оливер», «На эскалаторе», «Спринт», «В наше время», «В стиле ретро», «Мистер Чик».

## Дискография
- «Эстрадная музыка В. Долгова» (1970, ансамбль Вадима Людвиковского)
- «Памяти Дюка Эллингтона» (1977, оркестр Олега Лундстрема)
- «В сочных тонах» (1982, оркестр Олега Лундстрема)
- «В наше время» (1982, оркестр Олега Лундстрема)
- «В стиле свинг» (1986, оркестр Олега Лундстрема)
- «The Eternal Triangle» (2003, биг-бэнд Игоря Бутмана)